# Geneseo, Kansas
Geneseo är en ort i Rice County i Kansas. Vid 2010 års folkräkning hade Geneseo 267 invånare.